# Vallée de Coachella
La vallée de Coachella, dans l'État de Californie, aux États-Unis, est située à l'est de Los Angeles, dans le comté de Riverside. Elle est traversée par la Whitewater River (en), rivière endoréique intermittente dont les eaux s'écoulent en direction du lac Salton Sea, situé en aval de la vallée, sans toujours l'atteindre à la suite de l'évaporation et de l'alimentation de l'aquifère de la vallée de Coachella.
Économiquement influencée par la mégapole voisine de Los Angeles, son tourisme est stimulé par la proximité du parc national de Joshua Tree.